# Sorin Copilul de Aur
 (février 2019).
Si vous disposez d'ouvrages ou d'articles de référence ou si vous connaissez des sites web de qualité traitant du thème abordé ici, merci de compléter l'article en donnant les références utiles à sa vérifiabilité et en les liant à la section « Notes et références ».
Sorin-Cristian Alecu, connu sous le pseudonyme de Sorin Copilul de Aur (Sorin l'enfant d'or) est un chanteur rom de manele et un acteur roumain, né le 24 février 1990 à Frumușani. Il est principalement connu pour sa voix qu'il peut placer dans les tessitures élevées.

## Activité

### Interprète Manele
Il est né dans une famille pauvre et nombreuse ;  le nom de son père est Florin Alecu, et celui de sa mère Florentina Alecu (née Roșu). Sorin a commencé en 2003. Après un an d'activité, il a pu subvenir aux besoins de ses parents et de ses six frères et sœurs. Il s'installe ensuite à la résidence de compositeur et producteur de musique Dan Bursuc.
Il a donné des concerts dans villes de Roumanie et plus tard en Europe. Du répertoire du chanteur, il convient de mentionner les chansons: "Ce rost au zilele mele", "M-am îndrăgostit de tine", "Viața mea fără tine n-are rost" et ainsi de suite.
Au-delà de sa carrière solo, Alecu enregistre en 2005-2006 un certain nombre de chansons avec la chanteuse Laura Vass, (surnommé "Duetul de Aur") imitant par paroles et vidéo réalisé par un couple d'amoureux (de cette période se détachent les chansons "Suntem două briliante" et "Nu vreau banii tăi").
Un moment controversé dans la carrière de Sorin Alecu a été la production d'une vidéo à l'Opéra national de Bucarest, qui a scandalisé des personnalités publiques telles que ministre de la culture Adrian Iorgulescu et linguiste George Pruteanu. La pièce contestée, stylistiquement éloignée du registre des maneles, s'intitule "La culcare, noapte bună" ;  les couplets décrivent l'histoire d'une rupture et l'inquiétude de l'amant pour le sort de celle qu'il a perdue.
En juin 2008, le chanteur sort le premier disque en duo avec son frère, Adi de Adi, les deux s'appelant Frații de Aur. Les chansons "Când e frate lângă frate" et "Noi nu ne-am născut bogați" sont plus populaires.

### Acteur
En mai 2008, le long métrage Poveste de cartier est sorti, dans lequel Sorin Alecu joue le rôle principal. Le film est décrit par les producteurs comme le premier musical roumain. Le casting comprend Florin Călinescu et Mădălina Ghițescu.